# Kaj Munk
 Denne artikel omhandler personen Kaj Munk. Opslagsordet har også en anden betydning, se Kaj Munk (flertydig).
Kaj Harald Leininger Munk (1898-1944) var en dansk præst, skuespilforfatter og modstandsmand. Han var i årene 1924-1944 præst i Vedersø i Vestjylland. I samme periode skrev han kendte skuespil som Ordet (1925, opført 1932), Kærlighed (skrevet 1926, opført 1935), Han sidder ved smeltediglen (1938), Egelykke (skrevet 1939, opført 1940), Niels Ebbesen (1942) og Før Cannae (1943).
Kaj Munk var en vigtig skikkelse i modstanden mod den tyske besættelsesmagt under besættelsen 1940-1945. I prædikener, skuespil og foredrag opfordrede han det danske folk til modstand og handling. Han blev den 4. januar 1944 likvideret af Gestapo.

## Liv
Kaj Munk blev født i Maribo den 13. januar 1898. Hans far var en garvermester, hvis familienavn var Leininger Petersen. Faren døde, da sønnen Kaj var halvandet år. Moren døde, da han var fem år. Derefter blev han adopteret af sin mors kusine Marie og hendes mand Peter Munk, der gav ham Munk-navnet.
Kaj Munk var som barn splejset og plaget af sygdom, men han var kvik i skolen og begyndte tidligt at skrive. Efter at have gået i landsbyskole i Opager og Vejlby tog han realeksamen på den private realskole i Maribo og blev student i 1917 fra Nykøbing Katedralskole. På den tid skrev han sit første stykke, Pilatus, som fik rosende omtale fra det forlag, han sendte det til. Imidlertid havde hans strengt religiøse, meget viljestærke adoptivmor, besluttet, at han skulle være præst. Så han flyttede til København og begyndte at læse teologi.
Efter fire års studier fik han fribolig på studenterkollegiet Regensen, hvor han tilbragte flere udviklende år, blandt andet som "husdigter". Måske forudsagde han som 23-årig sin skæbne i et brev til studiekammeraten Blicher Winther i 1921: "Bare det, at der etsteds ude i Landet, om i en Præstegaard eller et Husmandssted, lever et Menneske, der er idealet tro, det er saa meget værd, at det er værd at leve for. Og maaske man endda engang kan faa Lov til at modtage Martyriets stedsegrønne Krans; - jeg kan sikkert let nok faa den." Det faldt ham naturligt at tænke, at han var bestemt til noget særligt.
I 1924 blev han cand.theol. fra Københavns Universitet og fik præsteembede i Vedersø i Vestjylland. Herfra indsendte han sit skuespil Herodes til nationalscenen, og mens han ventede på svar, skrev han Ordet. Sit gennembrud som dramatiker fik han i 1931 med skuespillet Cant om Henrik 8. af England.
I 1929 blev han gift med Elise (Lise) Marie Jørgensen, med hvem han i 1934 fik sønnen Arne Munk, som siden blev lektor i teologi på universitetet, og i 1939 sønnen Mogens Munk, der (blandt andet) fungerede som præst i Solvang Kirke på Amager og Lindevang Kirke på Frederiksberg. Barnebarnet Mathilde Munk er forfatter. 
Munk var præst i Vedersø fra 1924 til sin død i 1944. Ved siden af præstegerningen var han også en ivrig samfundsdebattør og dramatiker.

### Forholdet til nazismen og reaktion på Danmarks besættelse
Politisk set tog Munk afstand fra parlamentarismen og demokrati, som han betragtede som svagt. Fra han begyndte som fast skribent ved Jyllands-Posten i 1931 og helt frem til Anden verdenskrig skrev han jævnligt beundrende om Mussolini og Hitler, samtidig med at han hånede de hjemlige demokratiske politikere fra alle partier. I stedet for et demokrati ønskede Munk et politisk system, hvor den stærke mand udførte "folkeviljen". Det afspejlede sig bl.a. i hans omarbejdelse af historien om Hamlet med premiere på Betty Nansen Teatret i marts 1935. Munks skuespil er én lang kritik af det handlingslammede parlamentariske system, og det slutter med, at 40.000 sønderjyske brunskjorter marcherer mod København for at opkaste en ung, sønderjysk nazifører i skikkelse af Fortinbras til dansk diktator.
Med Mussolinis invasion af Abessinien (Etiopien) ændrede han dog syn på den italienske fascisme. Nu blev han aktiv modstander af regimet. Han skrev skuespillet Sejren (1936), der var rettet mod Mussolini. En rejse til Tyskland i 1938 ændrede ligeledes hans syn på den tyske nazisme. Han så nu med egne øjne den systematiske diskrimination af jøderne. På alle områder blev jøderne udskilt af det tyske samfund som undermennesker - i forretningslivet, i kulturlivet og i privatlivet. Tyskere og jøder måtte ikke gifte sig med hinanden. De måtte end ikke sidde på den samme bænk. Denne gennemgribende diskrimination så Munk som et ukristeligt hovmod over for jøderne. Han fremhævede, at jøderne er Guds børn ligesom tyskerne, og at de har det samme krav på næstekærlighed.
Det var nu blevet tydeligt for ham, at den stærke mand i Tyskland var blevet forblændet af sin magt. Munk begyndte nu at lægge afstand til Hitler, men uden at få varmere følelser for demokratiet af den grund.
I sorg og fortvivlelse over sin opdagelse af nazismens sande væsen skrev han skuespillet Han sidder ved smeltediglen (1938). Det handler om en tysk videnskabsmand, der finder nogle gamle potteskår, der beviser, at Jesus var jøde. Nazisterne vil imidlertid ikke anerkende sandheden. Det ender med, at videnskabsmanden bliver udvist af Tyskland. Med skuespillet ville Munk udstille nazismens væsen, at nazisterne så Tysklands storhed som vigtigere end sandhed og menneskelighed.
Kaj Munks livsopfattelse var uideologisk. Han tog afstand fra alle -ismer og ideologier. Han stemte kun ved ét folketingsvalg, og det var i 1943.[kilde mangler] Her opfordrede han alle til at stemme på Dansk Samling, det eneste opstillede parti der var imod samarbejdspolitikken.
Tysklands besættelse af Danmark den 9. april 1940 var slet ikke efter Munks hoved. Han var en af de første til at afvise samarbejdspolitikken og stod længe alene med det synspunkt. Efter regeringens fratræden den 29. august 1943 blev Kaj Munk en af de samlende figurer i modstanden mod den nazistiske besættelsesmagt. Hans skuespil Han sidder ved Smeltediglen, Niels Ebbesen (forbudt af tyskerne, første gang opført i 1945) og Før Cannæ var direkte angreb på nazismen.
Som ingen anden talte han til det danske folk for at vække dets modstandsvilje. I en af sine prædikener sagde han: "Den er så nem at slutte et møde med, den lille korte: 'Kæmp for alt, hvad du har kær/dø om så det gælder!' Vi synger den gerne, men mene noget med den, efterleve den, Vorherre bevares! - og nok engang: Vorherre bevare os!" 
I 1943 skrev han forårsdigtet Den blå anemone, der handler om Guds skaberværk. Digtet blev sat i musik af Egil Harder i 1945 og optaget i Højskolesangbogen i 2006. Munk lod digtet trykke i 300 eksemplarer, som han brugte som julehilsen til venner og bekendte i julen 1943, få uger før han blev dræbt af Gestapo. 
Kaj Munk skrev sin erindringsbog Foraaret saa sagte kommer i 1942, blot 44 år gammel. Han vidste godt, at det var tidligt. Som han skrev i forordet:
| „ | Egentlig skal Erindringer ikke skrives før man er 80. Dels kan man saa ikke længere huske noget. Og dels er de døde, der ellers vilde blive vrede. | “ |
|   | — Kaj Munk, Foraaret saa sagte kommer |   |

I forordet til bogen satte Kaj Munk plads af til en begrundelse for, hvorfor han skrev erindringer allerede i 1942, men meget sigende lod han pladsen stå tom.

### Død
I den sidste tid før sin død fik Kaj Munk flere advarsler om, at hans liv var i fare. Men han afviste at flygte. Modstandsmanden Børge Eriksen, der var med i Jyllandsledelsen af modstandsgruppen Ringen, blev sendt til Kaj Munks hjem i Vedersø – angiveligt sidst i december 1943 – for at advare Kaj Munk og overtale ham til at gå under jorden.
Børge Eriksen ankom til Vedersø Præstegård sent om aftenen, bankede på døren, og Kaj Munks hustru Lise åbnede. Børge Eriksen præsenterede sig og bad om at tale med Kaj Munk. Lise Munk gik op til Kaj Munk, der var ovenpå i sit arbejdsværelse, men han afviste at komme ned og tale med Børge Eriksen. Han var fast besluttet på at blive i Vedersø.
Den 5. december 1943 holdt Munk en prædiken for en næsten fyldt domkirke i København i en "hemmelig" gudstjeneste som erstatning for den, Werner Best havde aflyst i Helligåndskirken. I sin prædiken sagde Munk: "Naar Kirken har stået så forholdsvis svag mellem de fremstormende nye Religioner, så skyldes det ikke Kirkens Herre, der evig er den samme; men det skyldes os, kirken selv, der har mistet sit næstdyrebareste, det er Martyrsindet, de Kristnes Martyrsind - ikke at de vilde være Helte og var bidt af den Ærgerrighed, ikke at de var sjælesyge og fandt Fornøjelse i Selvpinsel, men at de elskede Kristus sådan, at intet Offer til ham var dem for stort. Med dette Martyrsind overvandt vi engang Verden, og uden det vil Verden overvinde os." Samme dag blev Munk i et møde på Dagmarhus - med Werner Best ved bordenden - udpeget som central i den danske modstandsbevægelse. Mødet på Dagmarhus udløste hele tre mordforsøg på modstandsmænd, deriblandt de konservative politikere Ole Bjørn Kraft og Aksel Møller; men kun mordet på Kaj Munk lykkedes.
Nytårsdag 1944 holdt Kaj Munk sin nytårsprædiken ("Nytårsdag 1944"); ikke fra prædikestolen iført ornat, men stående nede på kirkegulvet blandt menigheden, klædt i overfrakke og rødt halstørklæde. "Jeg staar ikke her for at prædike Had mod nogen. Det er mig plat umuligt. Ikke engang Adolf Hitler hader jeg. Jeg ved, hvad Rædsel og Elendighed Verden er kastet ud i; jeg ved, hvad Forsmædelse, mit eget Land har maattet opleve. Jeg ved, at jeg nu i Maaneder ikke har lagt mig til Ro nogen Aften uden at tænke: Kommer de efter dig i Nat? Og den Tanke er ikke morsom for en, der elsker Livet, har nok at gøre i sin Gerning og er glad for sin Kone og sine Børn. Og dog kan jeg ikke hade, for Mennesker er saa mange Slags og besættes af alle Slags Aander, og Frelseren har lært os Bønnen: Forlad dem; thi de vide ikke, hvad de gøre. Men derfor bliver det aldrig kristen Gerning at hjælpe Tyskerne med at bygge Fæstningsværker mod Englænderne, for at vort eget Land saa længe som muligt kan holdes i Trældom og Underkuelse. Og det bliver ikke kristen Gerning for dyre Penge at sælge til Tyskerne de Æg og det Flæsk, som vore egne stakkels Arbejdsfolk i Byerne har saa haardt Brug for. Det bliver aldrig kristen Gerning at stille sig til Raadighed for Uretten, enten det saa sker af Fejghed, Griskhed eller tossegod Føjelighed."
Blot tre dage efter, den 4. januar 1944, blev han hentet af fem Gestapofolk i præstegården i Vedersø. De førte ham til en plantage ved Silkeborg, hvor han blev skudt. Wolfgang Söhnlein planlagde selve mordruten fra Odense til Vedersø via Herning den 2. januar, til mordet var udført den 4. januar. Med sig havde Söhnlein SS-mændene Otto Schwerdt og Louis Nebel. Derudover var der to chauffører/håndlangere (uden kendskab til mordplanen), Kurt Carstensen og A. Gföller. Drabet blev udført med tre skud (projektiler af kaliber 7,65 mm og 9,00 mm). Kaj Munk blev fundet i vejgrøften i Hørbylunde Bakker ved daggry næste morgen. Ved liget havde tyskerne lagt en seddel, hvorpå der stod: "Du Svin har alligevell [sic] arbejdet for Tyskland" - for at skabe indtryk af, at Munk var likvideret af den danske modstandsbevægelse. Det fæstede den danske offentlighed dog ingen lid til.
Tidligt næste morgen blev Kaj Munk fundet af en forbipasserende cyklist. Den døde blev ført til Silkeborg Sygehus, hvor lægerne fastslog, at døden var indtrådt efter tre skud affyret på klos hold. Næsten 3.000 mennesker mødte frem til begravelsen i Vedersø den 8. januar, og i resten af besættelsestiden blev Munk et samlende symbol i modstandskampen.
Den ene af morderne, Louis Nebel, var schweizer og blev efter krigen hyret som amerikansk agent.
Efter krigens slutning blev mordet på Kaj Munk opklaret af Otto Himmelstrup. Tyskerne havde standset efterforskningen under krigen.

## Eftermæle
På stedet, hvor liget af Kaj Munk blev fundet, er der i dag opsat et mindekors.
Medio januar 1944 skrev De frie Danske overvejende om Kaj Munk, hvis portræt prydede forsiden. Nekrologen "Danmarks store Søn - Kaj Munk" fyldte en hel side, hvorefter man bragte uddrag af en nytårsprædiken, han holdt for sin menighed. Bladet bragte også en beskrivelse af mordet og en fotoreportage fra begravelsen. Til slut bragtes udtalelser fra seks indflydelsesrige skandinaver: Prins Wilhelm af Sverige, Jarl Hemmer, Johannes Jørgensen, Sigrid Undset, Erling Eidem og Harald Bohr. 
Poul Henningsen skrev i sit mindedigt om ham:
Javist, javist - det var en heltedød.
Og det var dyrt for os. Men har de råd,
der vandt det stolte slag ved Vedersø?
Man kan jo også sejre ved at dø. 
Poul Henningsen tangerer med sine mindeord Munks indlevelse i en martyrrolle. Munk var ekstremt optaget af døden og martyriet i at falde for en sag. Han skrev i 1921 i en alder af 23-24 år i et brev til en studiekammerat, at ”maaske man endda engang kan faa Lov til at modtage Martyriets stedsegrønne Krans; – jeg kan sikkert let nok faa den.” Den 5. december 1943 holdt han en prædiken i Københavns Domkirke med fokus på det at blive martyr. Munk realiserede martyriet ved offentligt at provokere den tyske besættelsesmagt. Nytårsdag 1944 kritiserede han i en nytårsprædiken den tyske besættelsesmagt. Og 4. januar 1944 blev hans martyrium fuldbragt, da tyskerne reagerede ved uden lov og dom at lade ham henrette i en vejgrøft.

## Skuespil
Kaj Munk skrev adskillige skuespil, såsom Pilatus (1917, offentliggjort 1937), Ordet (1925, opført 1932), En Idealist (1928), I Brændingen (1929), Cant (1931), De Udvalgte (1933), Sejren (1936), Han sidder ved Smeltediglen (1938), Egelykke (1939, opført 1940), Niels Ebbesen (1942) og Før Cannae (1943). Han fornyede den den danske teatertradition med sine kraftfulde dramaer. Han havde en usædvanlig evne til at skrive effektfulde replikker.
Flere af disse værker opførtes på Det kongelige Teater. Ved indgangen til teatrets Gamle Scene sidder en mindeplade med Kaj Munks navn på. Hans mest kendte stykke er Ordet (1925) med miraklet, da den døde Inger genopvækkes ved bøn. Stykket blev filmatiseret af Carl Th. Dreyer på Munks hjemsted Vedersø i 1955, men også - mindre kendt - af Gustaf Molander i 1943. Molanders film lå langt tættere op til Munks tekst; men Dreyer stillede sig kritisk til Molanders film for at have fjernet sig fra det, som Munk efter hans mening havde tilsigtet.
Kaj Munks skuespil opbevares i Dramatisk Bibliotek på Det Kongelige Bibliotek.

## Kaj Munk-prisen
I 1945 blev Kaj Munks Mindefond stiftet efter en sogneindsamling til støtte for "nationale, kunstneriske og kirkelige formål". Den uddeler bl.a. Kaj Munk-prisen. Blandt modtagerne af prisen er skuespiller Caspar Koch, dramatiker og instruktør Jakob Christensen, højskoleforstander og forfatter Bjarne Nielsen Brovst, professor, dr.phil. Bent Jensen, samt dr. phil. Per Stig Møller. Den østrigske nazistjæger Simon Wiesenthal har også modtaget prisen.[kilde mangler]

## Steder opkaldt efter Kaj Munk
- På torvet i Kaj Munks fødeby Maribo står en statue af ham, som blev afsløret den 7. juni 1964.[23][24] Skulpturen er skabt af billedhugger Henry Luckow-Nielsen [25]
- I perioden 1919-21 boede Munk i ejendommen Larslejsstræde 1 i København. På huset sidder en mindeplade.
- Kaj Munks Vej er en blind vej, der starter ved Amager Fælledvej.
- Kaj Munk Kollegiet i Odenses bydel Hjallese.
- Kaj Munks Vej, 8260 Viby J.
- Kaj Munks Vej ved Vejleby på Lolland.
- Kaj Munks vej, Ny Højen ved Vejle.
- Kaj Munks vej, Nykøbing Falster.
- Kaj Munks Vej, Kolding.
- Kaj Munks vej, Sønderborg.
- Kaj Munks Vej, Silkeborg.
- Kaj Munks Vej, Herning.
- Kaj Munks Vej, Holstebro.
- Kaj Munks Vej, Kjellerup.
- Kaj Munks Vei, Oslo, Norge.
- Kaj Munks Väg, Stockholm, Sverige.
- Kaj Munks Præstegård, Vedersø

## Tyverisagen fra 2013
I tyverisagen fra 2013 stod to mænd tiltalt for at have stjålet mindst 1.062 arkivalier fra Rigsarkivet og Landsarkivet for Sjælland i årene 2009-2012,  deriblandt politirapporter fra mordet på Munk, fotos fra gerningsstedet, håndskriftsprøver fra drabsmændene og sedlen, der var efterladt ved den døde.

## Præstegården som formidlingssted
Kirkeministeriet  overdrog i 2005 præstegården i Vedersø til en privat fond, der foretog en omfattende restaurering. Fonden har indgået en driftsaftale med Ringkøbing-Skjern Museum, således at gården siden 2011 under navnet Kaj Munks Præstegård har fungeret som museum og formidlingssted med adgang for offentligheden.